# Grodzisko w Glinnie

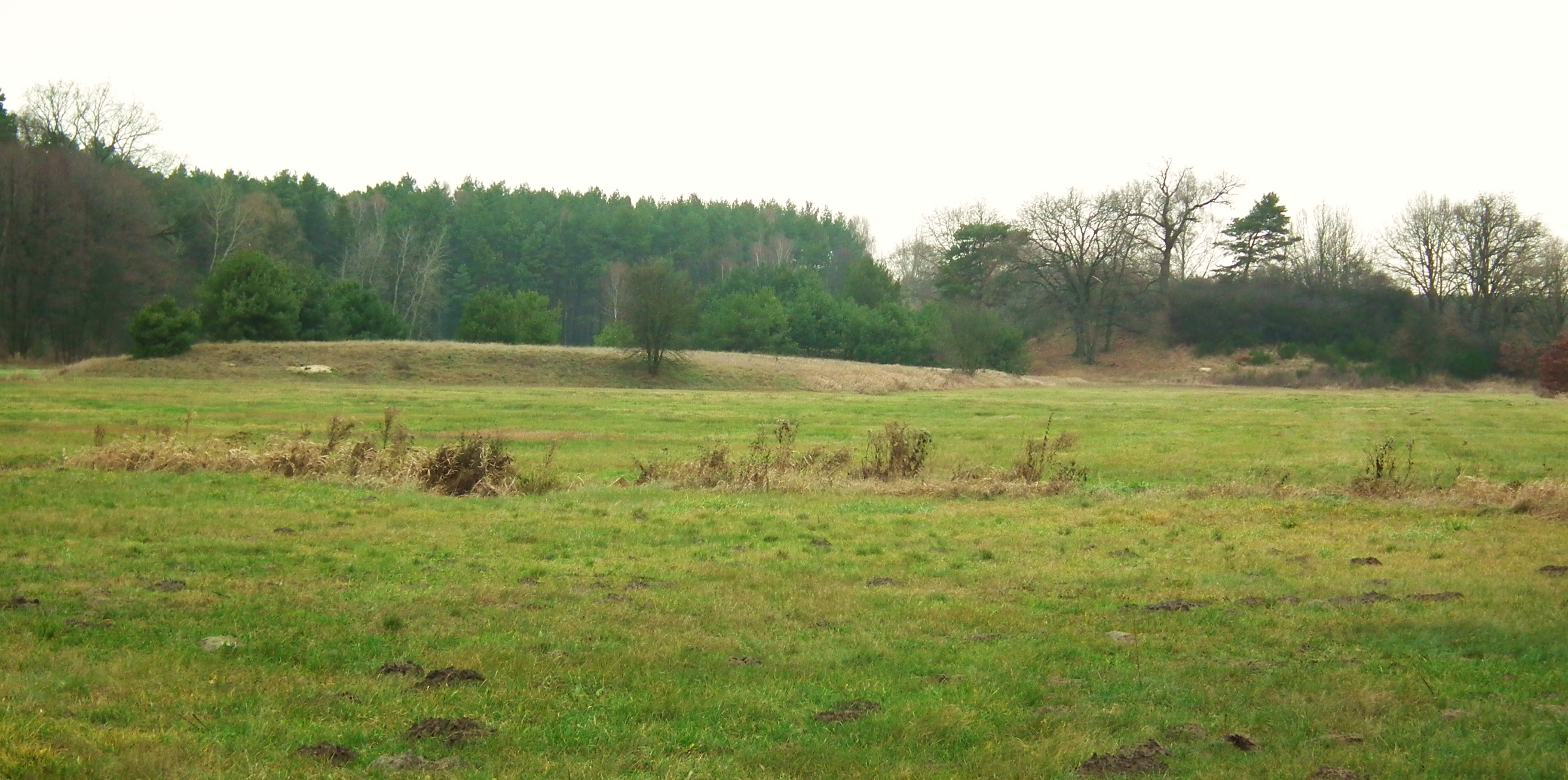
Widok z południa (czytelne podgrodzie)

Grodzisko w Glinnie – późnośredniowieczne grodzisko zlokalizowane w Glinnie w powiecie wągrowieckim.
Grodzisko stożkowe zlokalizowane jest wśród łąk na lewym brzegu rzeki Mała Wełna pomiędzy Glinnem, a Jagniewicami. Posiada zachowane podgrodzie. Obiekt przetrwał przejście z fazy plemiennej do fazy wczesnopiastowskiej.
Średnica grodziska wynosi około 80 metrów, a wysokość - 5 metrów. Widoczne są ślady fosy. Podgrodzie wznosi się około 2 metry ponad otaczający je teren.